# ليو برادي
ليو برادي (بالإنجليزية: Leo Brady)‏ (1917 - 1984)؛ مخرج مسرحي وروائي أمريكي.

## روابط خارجية
- ليو برادي على موقع قاعدة بيانات برودواي على الإنترنت (الإنجليزية)